# La Paz
 For alternative betydninger, se La Paz (flertydig). (Se også artikler, som begynder med La Paz)
La Paz, officielt Nuestra Señora de La Paz, er de facto Den Flernationale Stat Bolivias hovedstad, mens Sucre er landets konstitutionelle hovedstad. La Paz er sæde for den bolivianske regering. På aymara hedder byen Chuqi Yapu. La Paz er med sine 789.541 indbyggere den 3. folkerigeste by i Bolivia efter Santa Cruz de la Sierra og El Alto (2015).
Storbyområdet La Paz, der består af byerne La Paz, El Alto og Viacha, er med 2,3 millioner indbyggere Bolivias folkerigeste byområde. La Paz er også hovedstad i departementet La Paz.
La Paz ligger 68 km sydøst for Titicaca-søen i den vestlige del af Bolivia. Den ligger i en slugt skabt af floden Choqueyapu og er derfor omgivet af Altiplanos høje bjerge på alle sider. Over byen troner Illimani-bjerget, hvis tre tinder altid er snedækkede. Bjerget kan ses fra alle steder i byen. La Paz ligger omkring 3.650 m over havets overflade og er dermed den højest beliggende hovedstad i verden. Pga. sin placering er La Paz præget af et usædvanligt, subtropisk højlandsklima med våde somre og tørre vintre.  
La Paz blev grundlagt 20. oktober 1548 af den spanske conquistador Alonso de Mendoza. Byen blev opført som et forbindelsesled mellem de kommercielle ruter, der førte fra Potosí og Oruro til Lima. Der allerede en inkabosættelse i område. La Paz blev døbt Nuestra Señora de La Paz ("Vor Frue af Fred") til minde om den fred, der fulgte i kølvandet på Gonzalo Pizarros oprør mod Perus første vicekonge. La Paz var som en del af Vicekongedømmet Río de la Plata underlagt spansk overherredømme indtil Bolivia opnåede uafhængighed i midten af 1800-tallet. Byen har siden sin grundlæggelse været skueplads for adskillige oprør. I 1781 belejrede den indfødte uafhængighedsaktivist Túpac Katari byen i hele seks måneder, men blev til sidst besejret. 16. juli 1809 indledte den bolivianske patriot Pedro Domingo Murillo sin uafhængighedskamp i La Paz, hvilket kulminerede i Den spansk-amerikanske frihedskrig og de sydamerikanske staters løsrivelse fra Spanien.
La Paz er som sæde for regeringen hjemsted for præsidentpaladset Palacio Quemado. Byen huser også det bolivianske parlament og adskillige udenlandske ambassader. Bolivias konstitutionelle hovedstad, Sucre, er hjemsted for landets dømmende magt. La Paz er et vigtigt politisk, administrativt, økonomisk og kulturelt centrum i Bolivia. Byen står for 25 % af Bolivias samlede BNP og er hjemsted for adskillige bolivianske virksomheder.
La Paz er et af Latinamerikas vigtigste kulturcentre. Byen er rig på bygninger fra den spanske kolonitid, heriblandt San Francisco-kirken, La Paz' Domkirke, Plaza Murillo og gaden Jaén. Byen er også kendt for sine enestående markeder, først og fremmest heksemarkedet Mercado de las Brujas, og sit vibrerende natteliv. I La Paz finder man også verdens længste så vel som højeste gondolbane. I maj 2015 anerkendte New7Wonders Foundation La Paz som ét af verdens syv urbane vidundere sammen med Beirut, Doha, Durban, Havana, Kuala Lumpur og Vigan.

## Historie
Byen blev grundlagt i 1548 af Alonso de Mendoza på det sted, hvor der havde været en bebyggelse kaldet Chuquiago. Byens fulde navn var oprindeligt Nuestra Señora de La Paz (som betyder "vores frue af freden"). Navnet hyldede genoprettelsen af freden efter oprøret ledet af Gonzalo Pizarro og andre conquistadorer to år tidligere mod Blasco Núñez Vela, den første vicekonge af Peru. I 1825, efter den afgørende sejr for republikanerne ved Ayacucho over den spanske hær, blev byens navn ændret til La Paz de Ayacucho (som betyder "freden ved Ayacucho").
I 1898 blev La Paz de facto sæde for den nationale regering under General Pando, med Sucre som sæde for parlamentet. Ændringen fandt sted under den bolivianske borgerkrig og reflekterede ændringen i den bolivianske økonomi væk fra de stort set udtømte sølvminer ved Potosí over mod udnyttelsen af tin nær Oruro, og det deraf følgende skifte i politiks magt mellem nationale eliter.